# John Alderson
Pour les articles homonymes, voir Alderson.

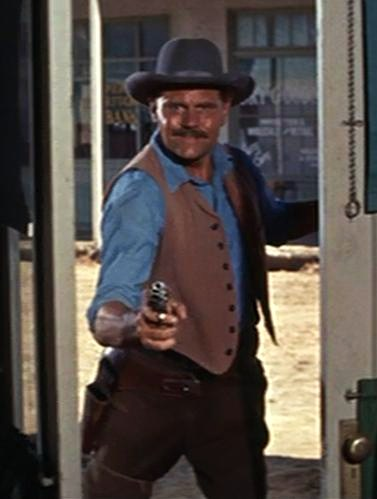
Dans Une balle signée X (1959)

John (Bramwell) Alderson est un acteur anglais, né le 10 avril 1916 à Horden (comté de Durham), mort le 4 août 2006 à Los Angeles (quartier de Woodland Hills, Californie).

## Biographie
Installé aux États-Unis en 1949, John Alderson contribue au cinéma à cinquante-deux films — majoritairement américains, plus quelques films britanniques ou coproductions —, les deux premiers sortis en 1951 (dont Le Renard du désert de Henry Hathaway, avec James Mason et Jessica Tandy).
Suivent notamment À l'abordage de George Sherman (1952, avec Errol Flynn et Maureen O'Hara), Les Contrebandiers de Moonfleet de Fritz Lang (1955, avec Stewart Granger et George Sanders), le western Une balle signée X de Jack Arnold (1959, avec Audie Murphy et Charles Drake), Le Seigneur de la guerre de Franklin J. Schaffner (1965, avec Charlton Heston et Richard Boone), Les Oies sauvages d'Andrew V. McLaglen (1978, avec Richard Burton et Roger Moore), ou encore Meurtre au soleil de Guy Hamilton (1982, avec Peter Ustinov et Jane Birkin).
Son dernier film est Young Guns 2 de Geoff Murphy (avec Emilio Estevez et Kiefer Sutherland), sorti en 1990.
À la télévision (américaine principalement), John Alderson apparaît dans quatre-vingt-trois séries entre 1953 et 1987, dont Alfred Hitchcock présente (deux épisodes, 1956-1958), Aventures dans les îles (quatre épisodes, 1960-1961), Les Aventuriers du Far West (quatre épisodes, 1964-1966) et La Petite Maison dans la prairie (deux épisodes, 1975-1976).
S'ajoutent sept téléfilms, le premier diffusé en 1970, le dernier en 1985.

## Filmographie partielle

### Cinéma
- 1951 : Le Renard du désert (The Desert Fox: The Story of Rommel) de Henry Hathaway : un sergent allemand à l'hôpital
- 1951 : Le Chevalier au masque de dentelle (The Highwayman) de Lesley Selander
- 1952 : Capitaine sans loi (Plymouth Adventure) de Clarence Brown : Salterne
- 1952 : À l'abordage (Against All Flags) de George Sherman : Jonathan Harris
- 1953 : Les Rats du désert (The Desert Rats) de Robert Wise : un caporal
- 1953 : Jules César (Julius Caesar) de Joseph L. Mankiewicz : un citoyen de Rome
- 1953 : Le Bagarreur du Pacifique (South Sea Woman) d'Arthur Lubin : le baryton Fitzroy
- 1955 : Les Contrebandiers de Moonfleet (Moonfleet) de Fritz Lang : Greening
- 1955 : Duel d'espions (The Scarlet Coat) de John Sturges : M. Durkin
- 1955 : La Main au collet (To Catch a Thief) d'Alfred Hitchcock : un détective au bal costumé
- 1957 : Le Carnaval des dieux (Something of Value) de Richard Brooks : un policier
- 1957 : Prenez garde à la flotte (Don't Go Near the Water) de Charles Walters : Diplock
- 1957 : La Forêt meurtrière (Spoilers of the Forest) de Joseph Kane
- 1957 : Le Vengeur (Shoot-Out at Medicine Bend) de Richard L. Bare : Clyde Walters
- 1958 : Le Bal des maudits (The Young Lions) d'Edward Dmytryk : le caporal Kraus
- 1959 : Une balle signée X (No Name on the Bullet) de Jack Arnold : Ben Chaffee
- 1960 : Rewak le Rebelle (The Barbarians) de Rudolph Maté : Histatène
- 1963 : Un homme doit mourir (The Hook) de George Seaton : Svenson
- 1963 : La Taverne de l'Irlandais (Donovan's Reef) de John Ford : un officier
- 1963 : Cléopâtre (Cleopatra) de Joseph L. Mankiewicz : un officier romain
- 1964 : My Fair Lady de George Cukor : Jamie
- 1965 : Le Seigneur de la guerre (The War Lord) de Franklin J. Schaffner : Holbracht
- 1968 : Les Feux de l'enfer (Hellfighters) d'Andrew V. McLaglen : Jim Hatch
- 1970 : Traître sur commande (The Molly Maguires) de Martin Ritt : Jenkins
- 1970 : Les Baroudeurs (You Can't Win 'Em All) de Peter Collinson : un major de l'armée américaine
- 1974 : L'Homme du clan (The Klansman) de Terence Young : Vernon Hodo
- 1976 : La Duchesse et le Truand (The Duchess and the Dirtwater Fox) de Melvin Frank : Trent
- 1977 : Valentino de Ken Russell : un policier
- 1977 : La Course au trésor (Candleshoe) de Norman Tokar : Jenkins
- 1978 : Les Oies sauvages (The Wild Geese) d'Andrew V. McLaglen : Randy
- 1978 : Le Chat qui vient de l'espace (The Cat from Outer Space) de Norman Tokar : M. Smith
- 1981 : Ragtime de Miloš Forman : le premier aide de Waldo
- 1982 : Meurtre au soleil (Evil Under the Sun) de Guy Hamilton : un sergent de police
- 1986 : Riders of the Storm ou American Way de Maurice Phillips : le colonel Sanders
- 1990 : Young Guns 2 (Young Guns II) de Geoff Murphy : le récolteur de guano

### Télévision

#### Séries
- 1955 : Medic (en)

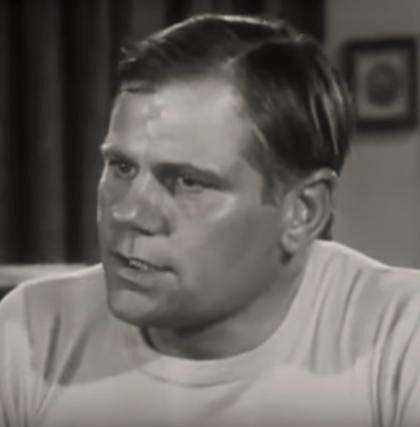
Dans la série Medic, épisode Mercy Wears an Apron (1955)

  - Saison 1, épisode 18 Mercy Wears an Apron de Ted Post : Stan Janochek
- 1955-1963 : Gunsmoke ou Police des plaines (Gunsmoke ou Marshal Dillon)
  - Saison 1, épisode 11 General Parsley Smith (1955) de Charles Marquis Warren : Nash
  - Saison 2, épisode 23 Sweet aud Sour (1957) d'Andrew V. McLaglen : Ab Laster
  - Saison 8, épisode 24 Blind Man's Bluff (1963) de Ted Post : Canby
- 1956 : Cheyenne
  - Saison 1, épisode 11 Quicksand de Leslie H. Martinson : Beef Simpkins
- 1956 : Le Choix de... (Screen Directors Playhouse)
  - Saison unique, épisode 35 High Air d'Allan Dwan : Swede
- 1956-1958 : Alfred Hitchcock présente (Alfred Hitchcock Presents)
  - Saison 1, épisode 31 The Gentleman from America (1956) de Robert Stevens : le gardien
  - Saison 3, épisode 34 The Crocodile Case (1958) de Don Taylor : l'inspecteur Karsiak
- 1958 : Texas John Slaughter
  - Saison 1, épisode 1 Texas John Slaughter de Harry Keller et James Neilson, épisode 2 Embuche à Laredo (Ambush in Laredo) de James Neilson et épisode 3 Tueurs dans le Kansas (Killers from Kansas) de Harry Keller : le sergent Duncan MacGregor
- 1959 : Le Renard des marais (The Swamp Fox)
  - Saison 1, épisode 1 La Naissance du Renard des marais (The Birth of the Swamp Fox) de Harry Keller et épisode 2 Frère contre frère (Brother Against Brother) de Harry Keller : le sergent McDonald
- 1959-1961 : Laramie
  - Saison 1, épisode 9 The Run to Tumavaca (1959) de Lesley Selander : George Hanover
  - Saison 3, épisode 3 Siege at Jubilee (1961) de Lesley Selander : Burrows
- 1959-1962 : Maverick
  - Saison 2, épisode 23 Passage to Fort Doom (1959) de Paul Henreid : Ben Chapman
  - Saison 4, épisode 30 Benefit of the Doubt (1961) de Paul Landres : Zindler
  - Saison 5, épisode 2 The Art Lovers (1961 - le capitaine Bly) de Michael O'Herlihy et épisode 7 Mr. Muldoon's Partner (1962 - Simon Girty) de Marc Lawrence
- 1960-1961 : Aventures dans les îles (Adventure in Paradise)
  - Saison 1, épisode 18 Le Venin (The Color of Venon, 1960) de James Neilson : Harry Pine
  - Saison 2, épisode 24 La Pierre de Jonas (The Jonah Stone, 1961 - Palsson) et épisode 31 La Dame des faubourgs (Flamin' Lady, 1961 - Darcy) de Jus Addiss
  - Saison 3, épisode 2 Héros malgré lui (The Reluctant Hero, 1961) de Norman Foster : Sean Casey
- 1961 : Ombres sur le soleil (Follow the Sun)
  - Saison unique, épisode 8 The Longest Crap Game in History de Felix E. Feist : Mervin Taggert
- 1961-1965 : Bonanza
  - Saison 3, épisode 9 La Comtesse (The Countess, 1961) de Robert Sparr : Montague
  - Saison 7, épisode 12 Cinq couchers de soleil (Five Sundowns to Sunup, 1965) de Gerd Oswald : Hugh Gwylnedd
- 1962 : Les Incorruptibles (The Untouchables)
  - Saison 3, épisode 11 Le Généreux Bienfaiteur (The Canada Run) de Bernard McEveety : Grote
- 1964 : Suspicion (The Alfred Hitchcock Hour)
  - Saison 2, épisode 18 Final Escape de William Witney : le troisième garde
- 1964 : Voyage au fond des mers (Voyage to the Bottom of the Sea)
  - Saison 1, épisode 2 La Cité sous-marine (The City Beneath the Sea) de John Brahm : « Round-Face »
- 1965 : Des agents très spéciaux (The Man from U.N.C.L.E.)
  - Saison 1, épisode 27 Le Labyrinthe de la vengeance (The Gazebo in the Maze Affair) d'Alf Kjellin : Jenkins
- 1964-1966 : Les Aventuriers du Far West (Death Valley Days)
  - Saison 13, épisode 4 From the Earth, a Heritage (1964) de Harmon Jones : Joe Meek
  - Saison 14, épisode 21 Hugh Glass Meets the Scar (1966 - Hugh Glass) de Harmon Jones et épisode 25 An Organ for Brother Brigham (1966 - Hank Butterford) de Harmon Jones
  - Saison 15, épisode 7 The Kid from Hell's Kitchen (1966) de Harmon Jones : John Tunstall
- 1966 : Les Espions (I Spy)
  - Saison 1, épisode 16 L'Échange (The Barter) : Koski
- 1966 : Doctor Who, première série
  - Saison 3, épisode 8 The Gunfighters (parties 1 à 4 : A Holiday for the Doctor, Don't Shoot the Pianist, Johnny Ringo et The O.K. Corral) : Wyatt Earp
- 1966 : Sur la piste du crime (The F.B.I.)
  - Saison 2, épisode 14 The Death Wind de Ralph Senensky : Swede
- 1966 : Au cœur du temps (The Time Tunnel)
  - Saison unique, épisode 16 La Revanche de Robin des Bois (The Revenge of Robin Hood) de William Hale : Petit Jean
- 1967 : Daniel Boone
  - Saison 4, épisode 4 Tanner de John Newland : MacIntosh
- 1967 : Les Arpents verts (Green Acres)
  - Saison 3, épisode 10 Das Lumpen de Richard L. Bare : un caporal
- 1967 : Les Mystères de l'Ouest (The Wild Wild West)
  - Saison 3, épisode 10 La Nuit du faucon (The Night of the Falcon) de Marvin J. Chomsky : Clive Marchmount
- 1967 : Tarzan
  - Saison 2, épisode 13 Le Rubis sacré (Jai's Amnesia) de Harmon Jones : Molsen
- 1969 : Mannix
  - Saison 2, épisode 22 Les Derniers Sacrements (Last Rites for Miss Emma) : Sam Tallis
- 1970 : Mission impossible (Mission: Impossible), première série
  - Saison 5, épisode 10 Le Fugitif (Hunted) de Terry Becker : Follet
- 1971 : Amicalement vôtre (The Persuaders)
  - Saison unique, épisode 10 Un ami d'enfance (Angie... Angie) de Val Guest : Kyle Sandor
- 1973 : Kung Fu
  - Saison 1, épisode 15 Le Troisième Homme (The Third Man) de Charles S. Dubin : Wray
- 1975 : Les Robinson suisses (Swiss Family Robinson)
  - Saison unique, épisode 24 Les Naufragés (The Castaway) de Leslie H. Martinson : Fogerty
- 1975-1976 : La Petite Maison dans la prairie (Little House on the Prairie)
  - Saison 1, épisode 21 L'Agronome (Money Crop, 1975) de Leo Penn : Henry Holbrook
  - Saison 2, épisode 15 Une question de confiance (A Matter of Faith, 1976) de William F. Claxton : Turnbull
- 1983 : Philip Marlowe, détective privé (Philip Marlowe, Private Eye)
  - Saison 1, épisode 2 The King in Yellow de Bryan Forbes : Gaff Talley
- 1983 : Automan
  - Saison unique, épisode 13 Club Dix (Club Ten) de Kim Manners : Rummy

#### Téléfilms
- 1971 : A Kiss Is Just a Kiss (en) d'Alvin Rakoff : Al Baur
- 1975 : The Log of the Black Pearl d'Andrew V. McLaglen : Eric Kort
- 1976 : Banjo Hackett: Roamin' Free (en) d'Andrew V. McLaglen : Moose Matlock
- 1980 : Les Diamants de l'oubli (The Memory of Eva Ryker) de Walter Grauman : le shérif
- 1985 : Rendez-vous à Fairborough (Reunion at Fairborough) de Herbert Wise : rôle non spécifié